# Farther Along (Lied)
Farther Along ist ein Gospel, der sich mit der Not der Welt und der Hoffnung des christlichen Glaubens beschäftigt.

## Entstehung
Das Lied wurde 1911 von Rev. W. A. Fletcher verfasst. Es wurde vor allem in der Countryszene aufgenommen, besonders in der Richtung Bluegrass. Der Song wurde auch von Johnny Cash auf dem  Album Personal File und Farther Along (The Gospel Music of Johnny Cash Album Version) vorgetragen (Label: Gaither Music, 2007 Spring House Music Group). Weitere bekannte Interpreten sind The Flying Burrito Brothers, The Byrds, James Carson, Mississippi John Hurt, Van Dyke Parks und Kim Fowley.

### Refrain
Der nach jeder der fünf Strophen folgende Refrain lautet:
Farther along we’ll know all about it, 

Farther along we’ll understand why;

Cheer up, my brother, live in the sunshine, 

We’ll understand it all by and by.